# Нижньо-Гнилівське городище
Нижньо-Гнилівське городище — археологічна пам'ятка, яка розташована на західній околиці Ростова-на-Дону в Росії. Цей об'єкт належить до переліку об'єктів культурної спадщини згідно Постанови Ради міністрів РСФСР від 30 серпня 1960 року № 1327 «Про майбутнє покращення справи охорони памяток культури в РСФСР». Розташовується на мисі, який утворений берегом річки Мертвий Донець та лівим схилом Кульбакової балки.

## Історія
Археологічні знахідки дозволяють вченим припускати, що городище утворилось за часів античної Греції, чи було пов'язане з кімерійською культурою та сарматами, існувало в IV—III ст. Наукові дослідження на цій території тривали у кінці XVIII — на початку XX ст. 1927 року археолог Олександр Олександрович Міллер здійснив експедицію для дослідження Нижньо-Гнилівського городища. Активне дослідження городища було призупинено в 1990-х роках.
В XXI ст. в археологічній колекції Ростовського обласного музею краєзнавства є експонати, які були знайдені на території Нижньо-Гнилівського городища. 22 травня 2013 року відбулось відкриття інформаційної дошки поблизу Нижньо-Гнилівського городища з інформацією про історію та особливості цього місця. Це організовано для інформування людей щодо цінності цієї території, також буде сприяти розвитку місцевого туризму. Інформаційна дошка була виготовлена місцевим художником Сергієм Юрійовичем Маханьковим. Ініціатори встановлення такого об'єкту мають на меті в майбутньому провести археологічні розкопки, часткову консервацію і реконструкцію. Не досліджену частину пам'ятки планується залишити для проведення наукових робіт, а вже досліджену територію визнати музейною пам'яткою та зробити туристичним об'єктом Ростова-На-Дону.
2 листопада 2013 року відбувся захід-реконструкція "Сцени з життя «Нижньо-Гнилівського городища», який проходив на території археологічної пам'ятки. Глядачам демонструвались театралізовані історичні вистави, завершенням яких був штурм фортеці. Були проведені лекція та екскурсія по території городища та представлені зразки історичних костюмів, макети різних предметів та об'єктів. Городище було визнано перспективним місцем для проведення історичних реконструкцій та розвитку в туристично-екскурсійних цілях.

## Артефакти
Наукові археологічні розкопки дозволили виявити предмети, які можна віднести до скіфського періоду: амфори, залишки посуду чи кістки тварин. Були виявлені рештки меотських погребінь. Ці об'єкти зберігались в місцевому краєзнавчому музеї, але були втрачені. Дослідники знаходили ранні шари древнього поселення, які могли бути створені у X—VIII столітті до нашої ери. Люди, які жили в той час, для житла використовували землянки, побудовані з вапняку. Коли проводились будівельні роботи на території хімічного комбінату, був знайдений керамічний посуд з характерною особливістю — ручкою, виконаною в зооморфному скіфському стилі. Також на території городища виявили печі для випікання кераміки часів Хазарського Каганату. Науковці вважають, що це городище відбудовувалось близько 9 разів і є основи думати, що в ньому могла бути побудована фортеця.

## Опис
Нижньо-Гнилівське городище є пагорбом з двома вершинами. Загальна площа складає 831510 м². Північна межа пам'ятки проходить від рогу вулиці Малиновського по південній стороні вулиці Каширської. Східна межа пам'ятки проходить по західній стороні провулку Пржевальського, Південна сторона проходить по березі річки Мертвий Донець від провулку Пржевальського на захід до провулку Красноярський. Західна межа пам'ятника прилягає до провулку Красноярський.